# Chronik Fiction
Chronik Fiction est une chaîne YouTube créée en novembre 2018 par Mike Zonnenberg et Fabio Soares. Traitant de cinéma, la chaîne analyse dans leurs vidéos des personnages et des films importants de la culture populaire.
La chaîne débute avec le personnage du Coroner, interprété par Stefan Godin, qui analyse les morts célèbres du cinéma. Le personnage de l'Avocat est créé en 2021, et se donne pour objectif de « défendre les méchants » les plus connus du cinéma. Le personnage du Prédicateur est dévoilé en 2022 et analyse des œuvres post-apocalyptiques.
Avec près de 45 millions de vues depuis sa création, la chaîne connaît un important succès, et reçoit des critiques positives. Elle compte 889 000 abonnés sur YouTube en septembre 2024.

## Historique
Mike Zonnenberg et Fabio Soares sont deux réalisateurs de courts-métrages, connus notamment pour Bitch, Popcorn and Blood, réalisé en 2014, et récompensé dans plusieurs festivals internationaux. Le 22 décembre 2018, ils lancent officiellement la chaîne Chronik Fiction, face à la difficulté, selon leurs propres dires, de « faire financer du cinéma de genre ».
Leur première série de vidéos s'intitule « Le Coroner » et met en scène un médecin légiste dans sa salle d'autopsie. Celui-ci s'adresse ensuite au spectateur et commence une analyse d'une mort marquante du cinéma, de Tony Montana à Dark Vador ou Mufasa,,,. À la fin de chaque vidéo est prononcée la réplique « On peut rater sa vie, mais pas sa mort »,, « punchline [collant] parfaitement à l'esprit de la mini-série » selon Le HuffPost. Des personnages du jeu vidéo sont aussi analysés par le légiste, comme Aeris Gainsborough, de Final Fantasy VII.
C'est le comédien et doubleur français Stefan Godin, déjà présent dans Le Bureau des légendes, qui interprète le légiste. Selon les deux créateurs, leur souhait était de trouver un comédien avec « une voix grave et capable de passionner le spectateur », qui s'apparenterait à un « Pierre Bellemare 2.0 ».
La chaîne ne connaît d'abord pas une très forte popularité, mais leur notoriété augmente fortement lorsque le vidéaste CYRILmp4, qui compte alors 4 millions d'abonnés, fait leur promotion dans une de ses vidéos.
En 2021, après avoir réalisé plusieurs épisodes du Coroner, Mike Zonnenberg et Fabio Soares lancent une nouvelle série de vidéos, centrées sur le personnage de l'Avocat. À la suite d'une audition, ils choisissent Jean-Luc Guizonne. Ce nouveau personnage se donne pour objectif de « défendre les méchants emblématiques du cinéma » et analyse leurs motivations réelles. Parmi ces méchants, on trouve notamment Terrence Fletcher, le chef d'orchestre sadique du film Whiplash, ou Frank Underwood, politicien manipulateur protagoniste de la série House of Cards.
Le personnage du Prédicateur est créé en 2022, et incarné par Vincent Heneine. Dans une nouvelle série de vidéos, il analyse les œuvres post-apocalyptiques telles que Mad Max.
Le projet de la chaîne est de créer à terme « d'autres personnages », sur le modèle des personnages récurrents du cinéma, qui analyseront la pop-culture avec chacun « une spécificité », afin de développer un « univers parallèle ».

## Univers de la chaine

### Les personnages
- Le Coroner (Stefan Godin) : Le Coroner analyse les morts marquantes de personnages de film, revenant sur l'histoire du personnage et l'impact du décès sur l'intrigue et le cinéma en général. Il est mis en scène dans son cabinet de médecine légale, souvent occupé à l'autopsie d'un corps.

Punchline : "On peut rater sa vie mais pas sa mort"
- L'Avocat (Jean‐Luc Guizonne) : Depuis son bureau, il prend la défense d'un antagoniste de film, prenant sa défense.

Punchline : "Vous voulez faire le mal ? Faites-le bien !"
- Le Prédicateur (Vincent Heneine) : Dans une chapelle, il revient sur des univers post-apocalyptiques décrits dans des films pour en analyser les causes et revenir sur les risques qu'ils dénoncent.

Punchline : "Ne cherchez pas un berger, devenez un loup !"

## Accueil critique
La série « Le Coroner » est saluée par la critique. Elle est notamment qualifiée de « brillamment réalisée », par Radio France, qui décrit le légiste comme « aussi charismatique que cultivé ». Télérama dresse une excellente critique de leur vidéo sur Walter White, évoquant une « enquête de haute volée », qui « [décortique] avec brio l’ambiguïté que cultive la série vis-à-vis de son protagoniste ». Pour le magazine Première, il s'agit d'une « production hybride originale à la réalisation soignée ».